# Urszula Włodarczyk
Urszula Włodarczyk, född den 22 december 1965 i Wałbrzych, är en polsk före detta friidrottare som tävlade i mångkamp och tresteg.
Włodarczyk var en av 1990-talets främsta mångkampare. Hennes största framgång kom i femkamp där hon vann EM-guld inomhus 1998, VM-silver 1993 och VM-brons 1999. 
I sjukamp vann hon EM-silver 1998 och EM-brons 1994. Hon slutade på fjärde plats både vid Olympiska sommarspelen 2000 och vid VM 1997. Vid VM 1993 blev hon femma, vid VM 1991 blev hon sexa, vid VM 1999 slutade hon sjua och vid VM 1995 blev hon nia. 
Hon tävlade även individuellt i tresteg där hon slutade åtta vid VM 1993 efter ett hopp på 13,80 meter.

## Personliga rekord
- Femkamp - 4 808 poäng från 1998
- Sjukamp - 6 542 poäng från 1997
- Tresteg - 13,98 meter från 1993